# レッツ・ゴー!永田町
『レッツ・ゴー!永田町』（レッツゴー ながたちょう）は、2001年10月10日から同年12月12日まで、日本テレビ系列「水曜ドラマ」枠で毎週水曜 22:00 - 22:54（JST）に放送された日本のテレビドラマ。主演は石橋貴明。

## 概要
『ビッグコミックオリジナル』、『週刊ポスト』（いずれも小学館）に連載されていた漫画『票田のトラクター』（作・ケニー鍋島、画・前川つかさ）が原案。架空の衆議院議員の秘書を主人公とし、政治の裏構造をユーモラスに描いたドラマ。なお、登場する大臣や議員、政党の名前は、ほとんどが実在の議員・政党の名前をもじったものとなっている。
また、自民党・加藤紘一が起こした「加藤の乱」が、ドラマの中では民自党・青沢正樹の「青沢の乱」となるなど、現実に起こった政治に関する出来事もパロディ化された。
岩城滉一の和泉俊一郎、室井滋の田坂真以子は風貌や喋り方を特に本人を忠実に模写していた。ただし、番組に批判的な一部の人たちからは「ものまね番組」とも揶揄された。また、岩城はのちに日本テレビの小泉内閣回顧番組『アンテナ22特別版特別ドラマスペシャル 総理大臣小泉純一郎』で小泉純一郎役を演じている。

### 登場人物名・政党名のパロディ
- 和泉俊一郎→小泉純一郎
- 野本広太郎→橋本龍太郎+野中広務
- 田坂真以子→田中眞紀子
- 鴨山真紀夫→鳩山由紀夫
- 砂糖川→塩川正十郎
- 片岡龍二郎→片山虎之助
- 川田禎子→川口順子
- 花田→福田康夫
- 扇子千佳→扇千景
- 岩原伸光→石原伸晃
- 武田→武部勤
- 坂本→坂口力
- 梅本晴美→辻元清美
- 手塚勲→飯島勲（首相秘書官）
- 鈴本眠男→鈴木宗男
- 古井海孝太郎→小泉孝太郎（俳優）
- 民自党→自民党
- 主民党→民主党
- 公正党→公明党
- 保持党→保守党
- 由自党→自由党
- 社明党→社民党
- 共栄党→日本共産党

## キャスト

### 主要人物
- 筒井五輪（ごりん） - 石橋貴明（とんねるず）

公設第二秘書〜私設秘書
- 稲山一郎 - 西村雅彦

民自党衆議院議員

### 周辺関係者
- 江崎良二 - 佐藤B作

稲山の公設第一秘書
- 高柳伸子 - 吉田日出子

稲山の政策担当秘書
- 奥村健太 - 辺土名一茶（DA PUMP）

稲山の私設秘書
- 広瀬鈴子 - 柴咲コウ

稲山の私設秘書
- 筒井靖子 - 鈴木杏樹

五輪の妻
- 稲山静恵 - 桜井幸子

稲山の妻
- 竹内ルミ - 岩科麻由子

稲山の義妹
- 野々村重蔵 - 平田満

稲山の後援会長、建設業協会会長

### 民自党
- 野本広太郎 - 江守徹

民自党衆議院議員・元内閣総理大臣
- 早瀬剛 - 塩見三省

野本の政策秘書
- 青沢正樹 - 内藤剛志

民自党衆議院議員
- 結城康之 - 吹越満

青沢、岩原大臣の政策秘書
- 梅本晴美 - 濱田マリ

衆院議員
- 鈴本眠男 - 徳井優

民自党衆院議員から国土交通副大臣
- 瀬戸 - 近江谷太朗

民自党衆院議員
- 若井 - 加藤満

民自党衆院議員
- 和泉俊一郎 - 岩城滉一

民自党総裁・内閣総理大臣
- 手塚勲 - モロ師岡

和泉内閣総理大臣首席秘書官
- 田坂真以子 - 室井滋

外務大臣〜国土交通大臣
- 砂糖川 - 笑福亭松之助

財務大臣
- 花田 - 村野武範

内閣官房長官
- 有賀 - 大林丈史

民自党国土建設部会長-国土交通副大臣

### その他
- 柴田敦夫 - 近藤芳正

毎朝新聞政治部記者
- 寺嶋朋子 - 菊川怜

テレビジャパン政治部記者
- テレビジャパンキャスター - 入江雅人、孫明日香
- 加藤桃子 - 広澤草

議員秘書

### ゲスト

#### 第1話
- 日高芳治 - 酒井敏也

議員秘書
- 鈴木ひとみ - 赤坂七恵

稲山の愛人
- クラブのママ - 銀粉蝶
- 陳情客 - 石井愃一、後藤康夫
- 係員 - 美月麻帆
- 警察署副署長 - 窪園純一
- ドライバー - 千代田信一、瀬戸将哉
- 女子高生 - 桜庭奈保、相馬美枝、熊谷圭、岡崎奈々
- バーシャコンヌキスカップル - 千原真希、新門ちえ、生部麻衣子、深谷明大、望月弘、荒木智弘
- 記者 - 岡本竜汰、藤田記子
- SP - 脇本泰治、真勝國之

#### 第2話
- テリー伊藤 - テリー伊藤（本人）

コメンテーター
- 衆議院予算委員会委員長 - 歌澤寅右衛門
- 内山 - 川俣しのぶ

「老人いこいの家」職員
- 野々村彦左衛門 - 織本順吉

野々村の父
- 毎朝新聞カメラマン - 大森ヒロシ
- ローストチキン店員 - 赤屋板明
- 料亭仲居 - 岡林桂子
- キャバクラ嬢 - 金子梅華、中沢なつき、松本智代美
- 大倉マヤ、野村知広

#### 第3話
- 藤原忍 - Dr.コパ

財務大臣・砂糖川の後任
- 民自党幹事長 - 鵜澤秀行
- 本会議衆議員長 - 明石良
- 大岩 - 片桐はいり

田坂の秘書
- 番記者 - 松田かほり（第4話）

#### 第4話
- 野本秀子 - 渡辺典子（中学時代：今成累）

野本の娘
- 岩原伸光 - 利重剛

行政改革担当大臣
- 扇子千佳 - 藤田憲子

国土交通大臣
- ジョアンナ - ティファニー・ハービー

和泉の隠し子（?）
- 司会議員（和泉派総会） - 加賀谷純一
- 議員（和泉派総会） - 亀山助清
- 野々村の病院関係者 - 後藤康夫
- 野本の孫 - 駒崎智子
- 野本の妻 - 唐木ちえみ
- カメラマン - 小島啓寿
- 高級料亭の仲居 - 森沢早苗
- ホステス - 山田里奈
- 派手な女性 - 金子浩子

#### 第5話
- 三笑亭夢之助 - 三笑亭夢之助（本人）

落語家
- 津野田信吉 - 斉藤暁

建設業協会副会長
- オカマ - 坂本ちゃん
- 秘書 - 野仲功、中根徹
- 優男 - 青山真也

占い師
- 主婦 - 中山恭子

#### 第6話
- 古井海孝太郎 - 安居剣一郎

ボランティア
- 医者 - 大出俊
- 看護婦 - 上原由恵
- ウグイス嬢（稲山陣営） - 高橋あゆみ、荒井ひとみ、高井菜緒
- ウグイス嬢（岩原陣営） - 鈴木みほこ、相川令子
- 助産婦 - 浅井千香子

#### 第7話
- 早乙女太郎 - 益岡徹
- 猿谷厚太 - 次元（関東裸会三羽烏）

民自党衆院議員
- 焼肉屋店長 - 山西惇
- 関口 - 野添義弘

大阪市城南区役所区民相談課職員
- 市役所職員 - 福山俊郎
- ウドビ - サムエル・ポップ
- 中村慶一郎 - 中村慶一郎（本人）

政治評論家
- 稲山の支持者 - 石井愃一、二瓶鮫一（第1話）
- アナウンサー - 若林健治（日本テレビアナウンサー）
- 議員会館の衛視 - 宇納佑
- ローストチキン屋店長 - 相馬剛三
- ディレクター - 阿部宗孝
- 武田 - 山崎海童

農林水産大臣
- 坂本 - 高橋修

厚生労働大臣

#### 第8話
- 筒井二二六 - 財津一郎

五輪の父、「筒井工務店」経営
- 早乙女太郎 - 益岡徹

主民党衆院議員
- 園田純 - 東根作寿英

国土交通大臣政務官事務秘書官
- 上野 - 大川浩樹

国土交通省総合政務局総務課長
- 中野 - 田口主将

国土交通省水資源局総務課長
- 下野 - 渡辺寛二

国土交通省道路局総務課長
- 衆議院国土交通委員会委員長 - 加藤治
- 吉川 - 立石ゆう

秘書

#### 第9話
- 星野志保 - 岩橋道子

工作員
- 岸本修造 - 鶴田忍

ミラノ建設顧問
- 「小さなスナック」のママ - 松金よね子
- ギャルソン - 内藤典彦
- 議員 - 円谷文彦
- 松村明、紀瀬美香、山田陽

#### 最終話
- 鴨山真紀夫 - 津村鷹志

主民党党首

## スタッフ
- 原案：ケニー鍋島・前川つかさ『票田のトラクター』（小学館刊）
- 企画担当：佐藤敦（日本テレビ）
- 脚本：伴一彦
- 演出：岩本仁志、長沼誠、佐藤東弥
- チーフプロデューサー：増田一穂（日本テレビ）
- プロデューサー：水田伸生・荻野哲弘（日本テレビ）、小池唯一
- 音楽：椎名KAY太
- 主題歌：DA PUMP「All My Love To You」（avex tune）
- 挿入歌：関東裸会 三羽烏「答 -answer is my life-」
- ナレーション - 杉本清
- 美術デザイン：高野雅裕
- 協力プロデューサー：赤羽根俊男､小池唯一（泉放送制作）
- 制作プロダクション：泉放送制作
- 製作著作：日本テレビ

## 放送日程
| 各話                                                      | 放送日   | サブタイトル              | 演出     | 視聴率 |
| --------------------------------------------------------- | -------- | ------------------------- | -------- | ------ |
| 第1話                                                     | 10月10日 | 連続逮捕!美女の涙と怪文書 | 岩本仁志 | 12.6%  |
| 第2話                                                     | 10月17日 | （秘）裏金作り大作戦      | 岩本仁志 | 8.7%   |
| 第3話                                                     | 10月24日 | 渡る政界鬼ばかり          | 岩本仁志 | 9.1%   |
| 第4話                                                     | 10月31日 | 総理が泣いた日…           | 長沼誠   | 9.7%   |
| 第5話                                                     | 11月07日 | 死んだら当選!?            | 長沼誠   | 10.3%  |
| 第6話                                                     | 11月14日 | 命を懸けた投票日          | 岩本仁志 | 11.4%  |
| 第7話                                                     | 11月21日 | 落選の代償…               | 長沼誠   | 10.1%  |
| 第8話                                                     | 11月28日 | 理想の政治とは?!          | 佐藤東弥 | 8.4%   |
| 第9話                                                     | 12月05日 | 糾弾セクハラ疑惑          | 長沼誠   | 6.5%   |
| 最終話                                                    | 12月12日 | 狙われた秘書…             | 岩本仁志 | 8.8%   |
| 平均視聴率 9.6%（視聴率は関東地区・ビデオリサーチ社調べ） |          |                           |          |        |

- 初回は22時 - 23時24分の30分拡大。